# Saison 8 de Bienvenue chez les Loud
Chronologie
Saison 7 Saison 9
Cet article présente les épisodes de la Huitième saison de la série télévisée d'animation américaine Bienvenue chez les Loud diffusée depuis le 10 juin 2024 sur Nickelodeon.

## Production

### Développement
Le 26 décembre 2023, Nickelodeon annonce que la série est renouvelée pour une huitième saison.
Le 20 septembre 2024, il a été révélé que la seconde moitié de la saison avait été divisée en une neuvième saison distincte. 
En France, elle est diffusée depuis 28 octobre 2024 sur Nickelodeon France.

### Diffusion
- États-Unis : Depuis le 10 juin 2024 sur Nickelodeon.
- France : Du 28 octobre 2024 sur Nickelodeon France.

## Épisodes

### Épisode 1:Le retour de Lori
- États-Unis : 10 juin 2024 sur Nickelodeon
- France : 4 novembre 2024 sur Nickelodeon France

### Épisode 2:Pâtisseries en conflit
- États-Unis : 11 juin 2024 sur Nickelodeon
- France : 5 novembre 2024 sur Nickelodeon France

### Épisode 3:Le garçon qui tombe à pic
- États-Unis : 12 juin 2024 sur Nickelodeon
- France : 6 novembre 2024 sur Nickelodeon France

### Épisode 4:En mer et contre tout
- États-Unis : 13 juin 2024 sur Nickelodeon
- France : 7 novembre 2024 sur Nickelodeon France

### Épisode 5:Quand bien mime
- États-Unis : 17 juin 2024 sur Nickelodeon
- France : 8 novembre 2024 sur Nickelodeon France

### Épisode 6:L'esprit de la victoire
- États-Unis : 18 juin 2024 sur Nickelodeon

### Épisode 7:InTODDnito
- États-Unis : 19 juin 2024 sur Nickelodeon

### Épisode 8:Au temps pour moi
- États-Unis : 20 juin 2024 sur Nickelodeon

### Épisode 9:Les Loud en Europe: un fan qui Comte
- France : 28 octobre 2024 sur Nickelodeon France

### Épisode 10:Les Loud en Europe: la recette secrète
- France : 29 octobre 2024 sur Nickelodeon France

### Épisode 11:Les Loud en Europe: béguin alpin
- France : 30 octobre 2024 sur Nickelodeon France

### Épisode 12:Les Loud en Europe: Une nuit en Transylvanie
- France : 31 octobre 2024 sur Nickelodeon France

### Épisode 13:Les Loud en Europe: Odyssée en Grèce
- France : 1er novembre 2024 sur Nickelodeon France

### Épisode 14:masKARAde
- États-Unis : 12 novembre 2024 sur Nickelodeon

### Épisode 15: Le parfum du succès
- États-Unis : 12 novembre 2024 sur Nickelodeon

### Épisode 16:Prise de bec et biscoteaux
- États-Unis : 13 novembre 2024 sur Nickelodeon

### Épisode 17:La chasse aux ragots
- États-Unis : 14 novembre 2024 sur Nickelodeon

### Épisode 18:Le tatouage de la peur
- États-Unis : 18 novembre 2024 sur Nickelodeon

### Épisode 19:Lisa la vendeuse
- États-Unis : 19 novembre 2024 sur Nickelodeon

### Épisode 21:Ne te torréfie à personne
- États-Unis : 20 novembre 2024 sur Nickelodeon

### Épisode 22:Adorable pot de colle
- États-Unis : 21 novembre 2024 sur Nickelodeon